# Râul Valea lui Mareș
Râul Valea lui Mareș este un curs de apă, afluent al râului Tismana. 

## Hărți
- Harta munții Vâlcan  Arhivat în 15 iunie 2011, la Wayback Machine.